# Glasgemälde des Klosters Muri

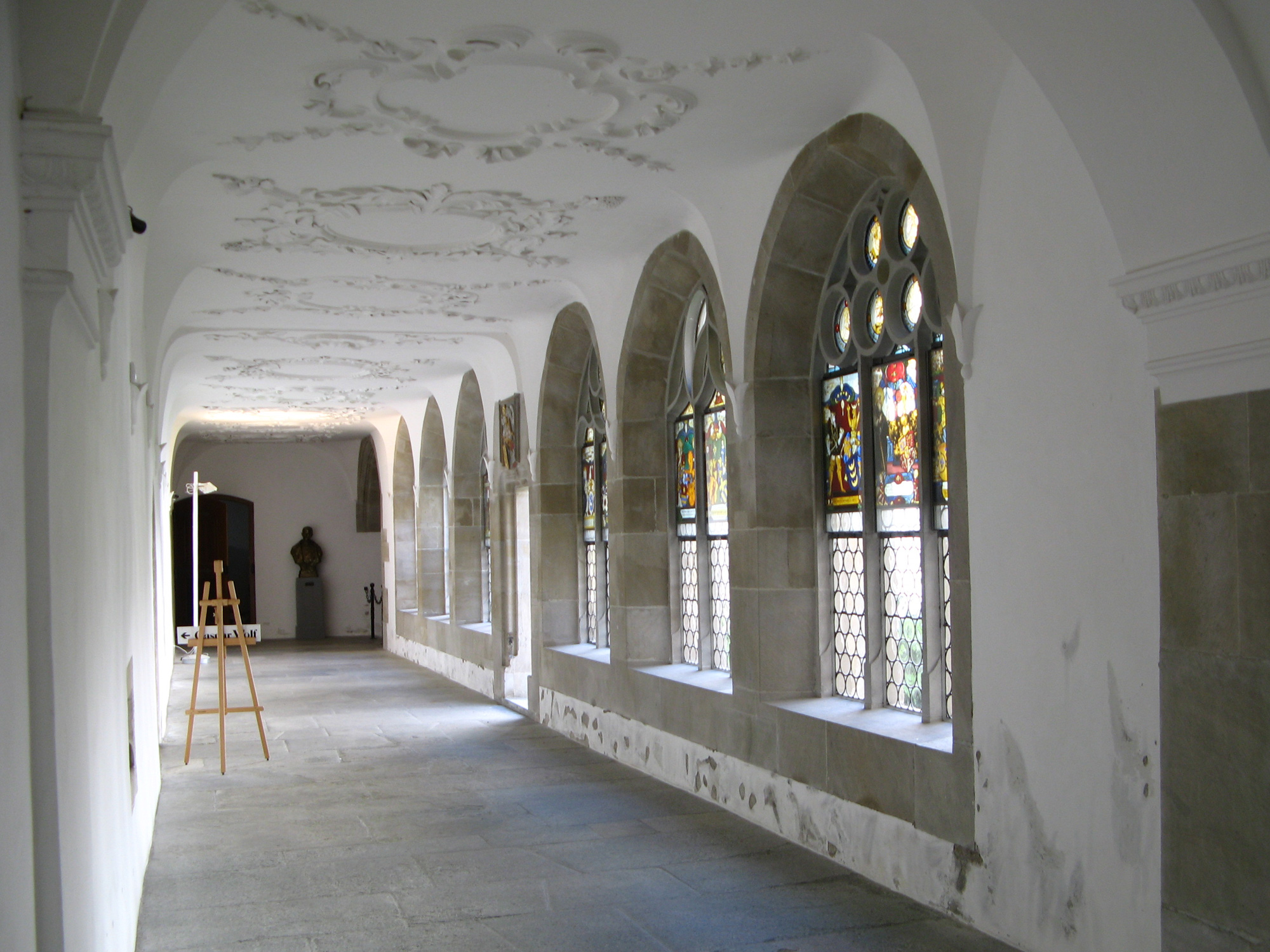
Westtrakt des Kreuzgangs

Die Glasgemälde des Klosters Muri sind Bleiglasfenster aus dem 16. Jahrhundert, die sich im Kreuzgang des Klosters Muri befinden. Es handelt sich um einen Zyklus von 57 Kabinettscheiben, die in 19 dreiteilige Lanzettfenster mit Masswerk eingefasst sind. Die bemalten Scheiben waren Schenkungen verschiedener Institutionen. Sie gehören zu den wichtigsten Werken der Renaissance-Glasmalerei in der Schweiz und sind ein wichtiges kulturhistorisches Denkmal aus der nachreformatorischen Zeit.

## Geschichte
Einige Tage nach der Schlacht bei Kappel am 11. Oktober 1531 war das Kloster von Berner Truppen, die zu spät zur Schlacht erschienen waren, besetzt worden und erlitt dabei grosse Schäden. Auf Anordnung von Laurentius von Heidegg wurde der Kreuzgang 1534/35 neu errichtet, wobei die Bögen zum Innenhof hin zunächst unverglast blieben. Zwanzig Jahre später liess sein Nachfolger Johann Christoph vom Grüth die Bögen mit Glasgemälden schmücken. Die Abtei finanzierte die Masswerkfenster und die Gemälde in den Spitzbögen. Gemäss dem damaligen Brauch stifteten befreundete Klöster, die eidgenössischen Schirmorte der Abtei, benachbarte Städte, Magistraten und ausländische Gesandte die übrigen Glasgemälde. Die Wahl der Künstler überliessen sie dabei dem Abt.
Die gestifteten Scheiben wurden ab 1554 eingefügt, zwölf Jahre später waren die meisten Fenster geschmückt. Bis 1625 kamen vereinzelt weitere Scheiben hinzu, wobei man davon ausgeht, dass sie ältere ersetzten. Die Scheiben sind überwiegend Werke der Zürcher Glasmaler Carl von Aegeri und Heinrich Leu, einzelne stammen von Niklaus Bluntschli aus Zürich, Christoph Brandenberg aus Zug, Jakob Wägmann aus Luzern und Hans Füchslin aus Bremgarten.
Beim Neubau der Klosterkirche brach man 1695 den nördlichen Trakt des Kreuzgangs zum grössten Teil ab, in einem kleineren Bereich errichtete man die Loretokapelle. Dadurch gingen die dort vorhandenen Glasfenster verloren. Einzelteile verwendete man in der Folge zur Ausbesserung der weiterhin bestehenden Fenster. Nachdem der Grosse Rat des Kantons Aargau am 13. Januar 1841 die Aufhebung des Klosters beschlossen hatte, liess Oberst Friedrich Frey-Herosé (der spätere Bundesrat) die Scheiben entfernen, da er Diebstähle vermutete. Tatsächlich waren jedoch zwei Scheiben zur Renovation nach Konstanz gebracht worden. Die Scheiben wurden nach Aarau gebracht und ab 1869 im Regierungsgebäude ausgestellt. Ab 1897 zierten sie das Aarauer Kunst- und Gewerbemuseum. 1957 brachte man die Scheiben nach Muri zurück und setzte sie am ursprünglichen Standort wieder ein.

## Beschreibung der Gemälde
Die Scheiben bestehen in der Regel aus grossen, hellen und reinen Gläsern in vielfach gebrochenen Farben. Aus diesem Grund tritt die Zeichnung der Bleiruten zurück und die Scheiben wirken besonders bunt. Blaue Flächen werden durch Überfangglas erzeugt, grüne durch Aufschmelzen von Gelb- oder Silberlot, rote durch Aufschmelzen von Rotlot. Konturen und Schatten bestehen aus eingebrannten, zum Teil mit Pinsel und Feder radiertem Schwarzlot.
Anmerkung: Die Positionsangaben links und rechts in den Beschreibungen (nicht jedoch in der Rubrik «Teil») entsprechen den Regeln der Heraldik.

### Osttrakt
Fenster E1
| Teil   | Stifter (Jahr) | Beschreibung | Foto       |
| ------ | -------------- | --- | ---------- |
| links  | Zürich (1557)  | Der Stadtheilige Felix vor einer von Säulen geteilten Vedute, mit Fraumünster und Kloster Oetenbach. | Fenster E1 |
| Mitte  | Zürich (1557)  | Doppeltes Wappen des Standes Zürich, darüber das gekrönte Reichswappen; zwei Löwen als Schildhalter, der rechte trägt das Zürcher Banner, der linke ein Schwert. 1841 bei der Klosteraufhebung entwendet, 1881 von der Gesellschaft der Schildner zum Schneggen ersteigert, 1958 durch eine Kopie ersetzt. | Fenster E1 |
| rechts | Zürich (1557)  | Die Stadtheilige Regula vor einer von Säulen unterbrochenen Vedute mit Grossmünster und Predigerkirche. | Fenster E1 |
| oben   |                | Darstellung der Verkündigung der Maria. | Fenster E1 |

Fenster E2
| Teil   | Stifter (Jahr)         | Beschreibung | Foto       |
| ------ | ---------------------- | --- | ---------- |
| links  | Luzern (1624 erneuert) | Leodegar von Autun, einer der beiden Stadtheiligen, vor zwei korinthischen Säulen und Gebälk.                                                                                           | Fenster E2 |
| Mitte  | Luzern (1624 erneuert) | Doppeltes Wappen des Standes Luzern, darüber das gekrönte Reichswappen; als Schildhalter links ein Bannerträger und rechts ein Hauptmann mit Hellebarde; im Oberbild ein Lanzenstechen. | Fenster E2 |
| rechts | Luzern (1624 erneuert) | Mauritius, einer der beiden Stadtheiligen, vor der Darstellung einer phantastischen Stadt.                                                                                              | Fenster E2 |
| oben   |                        | Mariä Heimsuchung vor durchkomponierter Landschaft. | Fenster E2 |

Fenster E3
| Teil   | Stifter (Jahr)      | Beschreibung | Foto       |
| ------ | ------------------- | --- | ---------- |
| links  | Uri (1624 erneuert) | Martin von Tours, Landespatron von Uri, zwischen zwei Bettlern und von Pfeilern umgeben.                                                    | Fenster E3 |
| Mitte  | Uri (1624 erneuert) | Doppeltes Wappen des Standes Uri, darüber das gekrönte Reichswappen; als Schildhalter links der «Landeshorner» und rechts ein Bannerträger. | Fenster E3 |
| rechts | Uri (1624 erneuert) | Muttergottes als Landespatronin auf der Mondsichel mit Jesuskind, Lilienzepter und Krone; von Wolkenkranz umgeben.                          | Fenster E3 |
| oben   |                     | Anbetung des Kindes und Verkündigung an die Hirten.                                                                                         | Fenster E3 |

Fenster E4
| Teil   | Stifter (Jahr) | Beschreibung | Foto       |
| ------ | -------------- | --- | ---------- |
| links  | Schwyz (1557)  | Martin von Tours, einer der Landespatrone von Schwyz, zu Pferd, einen Mantel zerteilend; umrahmt von zwei dorischen Säulen.                                 | Fenster E4 |
| Mitte  | Schwyz (1557)  | Doppeltes Wappen des Standes Schwyz, darüber das gekrönte Reichswappen; als Schildhalter links ein Bannerträger und rechts ein Hauptmann.                   | Fenster E4 |
| rechts | Schwyz (1557)  | Der zweite Landespatron Uris, der heilige Georg, auf einem Schimmel reitend; im Hintergrund Darstellung einer Burgenlandschaft mit der heiligen Margaretha. | Fenster E4 |
| oben   |                | Anbetung der Könige. | Fenster E4 |

Fenster E5
| Teil   | Stifter (Jahr)     | Beschreibung | Foto       |
| ------ | ------------------ | --- | ---------- |
| links  | Unterwalden (1557) | Petrus, Landespatron von Unterwalden, mit dem Schritt eines Moriskentänzers und Schlüssel in der Rechten; umgeben von Säulen und Rundbogen.                                   | Fenster E5 |
| Mitte  | Unterwalden (1557) | Wappen von Nidwalden (links) und Obwalden (rechts), darüber das gekrönte Reichswappen; als Schildhalter zwei Krieger (rechts der Bannerträger); im Oberbild Niklaus von Flüe. | Fenster E5 |
| rechts | Unterwalden (1557) | Apostel Paulus mit Schwert; umgeben von Säulen und Rundbogen. | Fenster E5 |
| oben   |                    | | Fenster E5 |

Fenster E6
| Teil   | Stifter (Jahr) | Beschreibung | Foto       |
| ------ | -------------- | --- | ---------- |
| links  | Glarus (1557)  | Der heilige Fridolin von Säckingen, Landespatron von Glarus, an der Hand einen Toten, den er als Zeugen aufruft; umgeben von korinthischen Säulen.               | Fenster E6 |
| Mitte  | Glarus (1557)  | Doppeltes Wappen des Standes Glarus, darüber das gekrönte Reichswappen; als Schildhalter zwei Krieger (rechts der Bannerträger); im Oberbild eine Schlachtszene. | Fenster E6 |
| rechts | Glarus (1557)  | Der heilige Hilarius von Poitiers, der ein Kind auferweckt, um es zu taufen; auf dem Sockel Szenen einer Hirschjagd mit Fangnetzen.                              | Fenster E6 |
| oben   |                | Darstellung des Kindermords von Betlehem. | Fenster E6 |

Fenster E7
| Teil   | Stifter (Jahr) | Beschreibung | Foto       |
| ------ | -------------- | --- | ---------- |
| links  | Zug (1557)     | Erzengel Michael vor einer Meerlandschaft mit dem Mont-Saint-Michel; flankiert von Pfeilern mit männlichen und weiblichen fischschwänzigen Atlanten.                                                                               | Fenster E7 |
| Mitte  | Zug (1557)     | Doppeltes Wappen des Standes Zug, darüber das gekrönte Reichswappen; als Schildhalter zwei Krieger (links der Bannerträger); im Oberbild zwei kämpfende Lanzenknechte, dahinter ein Krieger mit Zweihänder und ein Büchsenschütze. | Fenster E7 |
| rechts | Zug (1557)     | Der heilige Oswald von York mit goldenem Pokal in seiner Rechten, im Hintergrund die Stadt Zug und Schloss Buonas. | Fenster E7 |
| oben   |                | Darstellung der Flucht nach Ägypten. | Fenster E7 |

### Südtrakt
Fenster S1
| Teil   | Stifter (Jahr)    | Beschreibung | Foto       |
| ------ | ----------------- | --- | ---------- |
| links  | Baden (1559)      | Wappen der Stadt Baden, darüber Wappen des Heiligen Römischen Reichs mit Bügelkrone; flankiert von zwei Bannerträgern; rechtes Banner mit Marienbild im Pfahl, linkes Banner mit Marienbild an der Stange. | Fenster S1 |
| Mitte  | Bremgarten (1555) | Doppeltes Wappenschild der Stadt Bremgarten, darüber Reichsschild; zwei Löwen halten einerseits das Reichsschild, andererseits die Reichskrone.                                                            | Fenster S1 |
| rechts | Sursee (1560)     | Wappen der Stadt Sursee, flankiert von Feldhauptmann und Bannerträger; oben Darstellung des Stadtpatrons St. Georg.                                                                                        | Fenster S1 |
| oben   |                   | Mondsichelmadonna mit Putten und Grotesken. | Fenster S1 |

Fenster S2
| Teil   | Stifter (Jahr)                                             | Beschreibung | Foto       |
| ------ | ---------------------------------------------------------- | --- | ---------- |
| links  | Ammann Konrad Zurlauben von Zug (1624)                     | Geviertes Wappen mit goldenem Bügelhelm, umgeben von einem Reif mit Inschrift; als Schildhalter dienen zwei Allegorien der Geduld und der Liebe; im Oberbild die Heiligen Konrad, Beatus, Franziskus und Anna um den Heiland.                                              | Fenster S2 |
| Mitte  | Kloster Rheinau (1560)                                     | Geviertes Wappen; im 1. Feld Wappen des Klosters, im 2. und 3. Feld Wappen des Abtes Michael Herster, im 4. Feld Wappen der Mutter des Abtes; rechts neben dem Schild Benedikt von Nursia, links der Klosterpatron Fintan von Rheinau; im Oberbild Verkündigung der Maria. | Fenster S2 |
| rechts | Landvogt Ulrich Püntener von Uri und Adelheid a Pro (1597) | Rechts geviertes Wappen von Ulrich Püntener mit schwarzem Stier als Kleinod, links Wappen von Adelheid a Pro mit Geck; dazwischen stehend Ulrich von Augsburg mit Bischofsornat; das Oberbild zeigt das salomonische Urteil und die Enthauptung von Johannes dem Täufer.   | Fenster S2 |
| oben   |                                                            | Wappen des Klosters Muri und von Abt Johann Christoph vom Grüth, umgeben von Ranken. | Fenster S2 |

Fenster S3
| Teil   | Stifter (Jahr)                                 | Beschreibung | Foto       |
| ------ | ---------------------------------------------- | --- | ---------- |
| links  | Kloster Einsiedeln (1557)                      | Geviertes Wappen; in Feld 1 und 4 Wappen des Klosters, in Feld 2 und 3 Wappen des Abtes Joachim Eichhorn; rechts neben dem Schild steht Maria, links Meinrad von Einsiedeln; im Oberbild Verkündigung an Maria. | Fenster S3 |
| Mitte  | Christoph Metzler, Bischof von Konstanz (1557) | Geviertes Wappen; in Feld 1 und 4 Wappen des Bistums, in Feld 2 und 3 Wappen der Metzler von Feldkirch; neben dem Schild die Heiligen Konrad und Pelagius; im Oberbild Mondsichelmadonna in Wolkenkranz.        | Fenster S3 |
| rechts | Kloster St. Gallen (1557)                      | Wappen der Abtei, der Grafschaft Toggenburg und der Blarer von Wartensee; neben den Schilden die Heiligen Gallus und Otmar von St. Gallen; im Oberbild Gallus im Gebet und mit dem Bären.                       | Fenster S3 |
| oben   |                                                | Geviertes Wappen; in Feld 1 Wappen des Hauses Habsburg, in Feld 2 und 3 Wappen des Abtes Johann Christoph vom Grüth, in Feld 4 Wappen des Klosters Muri; umgeben von Darstellung des barmherzigen Samariters.   | Fenster S3 |

Fenster S4
| Teil   | Stifter (Jahr)                               | Beschreibung | Foto       |
| ------ | -------------------------------------------- | --- | ---------- |
| links  | Caspar Molitoris, Abt von St. Blasien (1558) | Drei pyramidenförmig angeordnete Wappen (Erzherzogtum Österreich, Kloster St. Blasien, Freiherren von Seldenbüren); flankiert von vier Kompositsäulen. | Fenster S4 |
| Mitte  | Caspar Molitoris, Abt von St. Blasien (1558) | Darstellung des Hl. Blasius, auf Thron sitzend, zu seinen Füssen ein Hirsch.                                                                           | Fenster S4 |
| rechts | Caspar Molitoris, Abt von St. Blasien (1558) | Rechts Wappen des Klosters St. Blasien, links Wappen der Familie Müller (Molitoris); flankiert von vier Kompositsäulen.                                | Fenster S4 |
| oben   |                                              | Die vier Evangelisten mit ihren Symbolen; zwei Wappen Kloster Muri / Abt Johann Christoph vom Grüth.                                                   | Fenster S4 |

Fenster S5
| Teil   | Stifter (Jahr)                                       | Beschreibung | Foto       |
| ------ | ---------------------------------------------------- | --- | ---------- |
| links  | Schultheiss Bernhard Mutschlin von Bremgarten (1555) | Wappen der Familie Mutschlin; umgeben von Balusterhalbsäulen, die mit Festons, Vasen und Figuren verziert sind; im Oberbild Bernhard von Clairvaux und Margareta von Antiochia.                                | Fenster S5 |
| Mitte  | Stadtschreiber Hans Müller von Zug (1573)            | Wappen der Familie Müller, flankiert von den Heiligen Johannes der Täufer und Johannes der Evangelist; zwischen den Säulen Ansicht der Stadt Zug und des Schlosses Buonas; im Wolkenkranz die Krönung Mariens. | Fenster S5 |
| rechts | Niklaus Honegger von Bremgarten (1555)               | Wappen der Familie Honegger mit Geck; umgeben von Ranken und Pilastern mit Grotesken; im Oberbild der heilige Georg mit dem Drachen.                                                                           | Fenster S5 |
| oben   |                                                      | Sündenfall und Vertreibung aus dem Paradies; Bewirtung der drei Engel durch Abraham; Darstellung von Sodom und Gomorra.                                                                                        | Fenster S5 |

Fenster S6
| Teil   | Stifter (Jahr)                           | Beschreibung | Foto       |
| ------ | ---------------------------------------- | --- | ---------- |
| links  | König Ludwig XIII. von Frankreich (1625) | Wappen des Königs von Frankreich und Navarra; Allegorien von Krieg und Frieden; die Schildhalter sind Karl der Grosse und der heilige Ludwig IX.                                                    | Fenster S6 |
| Mitte  | Kaiser Ferdinand I. (1563)               | Wappen des Kaisers, umgeben von Säulen mit Satyren; im Oberbild Darstellung des salomonischen Urteils.                                                                                              | Fenster S6 |
| rechts | König Philipp II. von Spanien (1580)     | Wappen des Königreichs Spanien, im Sockel zwei kleine Wappen des Gesandten Pompeio della Croce; in den Oberbildern das salomonische Urteil sowie Huldigung durch Überreichung von Blumen und Honig. | Fenster S6 |
| oben   |                                          | Erschaffung von Adam und Eva sowie Einflüsterung der Schlange. | Fenster S6 |

### Westtrakt
Fenster W1
| Teil   | Stifter (Jahr)                      | Beschreibung | Foto |
| ------ | ----------------------------------- | --- | ---- |
| links  | Kloster Engelberg (1564)            | Geviertes Wappen; in Feld 1 und 4 Wappen des Klostergründers Konrad von Sellenbüren, in Feld 2 Wappen des Stifts Engelberg, in Feld 3 Wappen des Abtes Jodok Kramer; rechts vom Wappen Himmelskönigin mit Jesuskind, links Benedikt von Nursia; im Oberbild Stigmatisation des Franz von Assisi und Kasteiung des Hieronymus. |      |
| Mitte  | Johanniterkommende Hohenrain (1562) | Rechts Wappen des Johanniterordens; links Wappen des Joseph von Cambiano, in der Mitte Johannes der Täufer; im Oberbild Enthauptung des Johannes. |      |
| rechts | Kartause Ittingen (1557)            | Rechts Bruno von Köln, in der Mitte Laurentius von Rom, rechts Hugo von Lincoln; kleines Wappen der Kartause und Monogramm von Niklaus Bluntschli. |      |
| oben   |                                     | Vier Posaunenengel in gelben, von Lorbeerkränzen und blauen Wolkenbändern gesäumten Himmel. |      |

Fenster W2
| Teil   | Stifter (Jahr)                                                    | Beschreibung | Foto |
| ------ | ----------------------------------------------------------------- | --- | ---- |
| links  | Schultheiss Hans Hug von Luzern (1558)                            | Wappen des Stifters; rechts daneben stehend sein Namenspatron Johannes der Täufer; im Hintergrund Stadt in gebirgiger Flusslandschaft (möglicherweise Turin, Sterbeort des Stifters).    |      |
| Mitte  | Martha Tamann, Gattin des Hans Hug (1558)                         | Rechts Wappen der Tamann, links Wappen der Hasfurter (Familie der Mutter); dazwischen hl. Martha in zeitgenössischer bürgerlicher Tracht; im Hintergrund Landschaft mit See und Gebirge. |      |
| rechts | Erasmus von Hertenstein, zweiter Ehemann der Martha Tamann (1558) | Wappenbild der Hertenstein; links daneben stehend Erasmus von Antiochia; im Hintergrund Ansicht der Stadt Luzern.                                                                        |      |
| oben   |                                                                   | Verkündigung an Maria: Erzengel Gabriel mit Englischem Gruss, Maria hinter Betpult. |      |

Fenster W3
| Teil   | Stifter (Jahr)                                                                             | Beschreibung | Foto       |
| ------ | ------------------------------------------------------------------------------------------ | --- | ---------- |
| links  | Heinrich II. Fleckenstein, Schultheiss von Luzern, und dessen Ehefrau Anna Klauser (1558)  | Rechts Wappen der Fleckenstein (mit blauem Helm), links Wappen der Klauser von Zürich; in der Mitte die hl. Anna selbdritt; im Hintergrund gebirgige Flusslandschaft.                                        | Fenster W3 |
| Mitte  | Heinrich I. Fleckenstein, Schultheiss von Luzern, und dessen Ehefrau Anna Reichmuth (1558) | Rechts Wappen der Fleckenstein (mit goldenem Helm), links Wappen der Reichmuth von Schwyz; in der Mitte Kaiser Heinrich II.; im Hintergrund Kirchenmodell, das dem Grossmünster in Zürich nachempfunden ist. | Fenster W3 |
| rechts | Beat Fleckenstein und dessen Ehefrau Anna Mutschlin (1558)                                 | Rechts Wappen der Fleckenstein (mit blauem Helm), links Wappen der Mutschlin von Bremgarten; in der Mitte der hl. Beatus, der über dem Thunersee einen Drachen vertreibt.                                    | Fenster W3 |
| oben   |                                                                                            | König David mit Batseba im Bad. | Fenster W3 |

Fenster W4
| Teil   | Stifter (Jahr)                                                  | Beschreibung | Foto       |
| ------ | --------------------------------------------------------------- | --- | ---------- |
| links  | Melchior Lussy von Stans und Katharina Amlehn von Luzern (1563) | In der Mitte Wappen der Lussy (silberner Agnus Dei auf blauem Grund), links daneben kleines Wappen der Amlehn; flankiert von den Schildhaltern Petrus (mit Schlüssel) und Katharina (mit Schwert und zerbrochenem Rad); im Oberbild Darstellung des Konzils von Trient. | Fenster W4 |
| Mitte  | Wendel Sonnenberg von Luzern und Klara Ziegler (1563)           | Rechts Wappen der Sonnenberg, links Wappen der Ziegler von Schaffhausen; in der Mitte der hl. Wendelin in Hirtentracht mit weissem Lamm; im Oberbild David und Goliat als Anspielung auf die Schlacht von Kappel. | Fenster W4 |
| rechts | Jakob Fuchsberger von Rottweil (1562)                           | Rechts Wappen der Fuchsberger; daneben kniend der Stifter als Söldnerführer in Plattenharnisch; auf den beiden Zwickelscheiben über dem Volutenbogen eine Darstellung der Legende von den «Dankbaren Toten», in diesem Fall mit dem Stifter als Beter vor dem Beinhaus des Friedhofs. Die Toten kommen aus ihren Gräbern, bewaffnen sich mit bäuerlichen Werkzeugen und vertreiben die Verfolger des Beters. Zwischen den beiden Zwickelbildern eine Schriftkartusche mit dem Entstehungsdatum 1562. | Fenster W4 |
| oben   |                                                                 | Hirsch- und Hasenjagd, zu Pferd und zu Fuss. | Fenster W4 |

Fenster W5
| Teil   | Stifter (Jahr)                                                             | Beschreibung | Foto       |
| ------ | -------------------------------------------------------------------------- | --- | ---------- |
| links  | Schultheiss Niklaus Amlehn von Luzern und Elisabeth Zukäs (1566)           | Rechts Wappen der Amlehn, links Wappen der Zukäs; von den Wappenschildern halb verdeckt die Namenspatrone der Stifter, Nikolaus von Myra und Elisabeth von Thüringen; im Oberbild Darstellung einer Hirschjagd.     | Fenster W5 |
| Mitte  | Schultheiss Niklaus von Meggen (von Luzern) und Margaretha Schinner (1566) | Rechts Wappen der Familie von Meggen, links Wappen der Schinner; hinter der Helmzier bewaffneter Geck mit Jerusalemkreuz und Katharinenrad sowie Jungfrau mit gekreuzten Armen; im Oberbild Saujagd mit Fangnetzen. | Fenster W5 |
| rechts | Landvogt Hans Tamann von Luzern (1566)                                     | Rechts Wappen der Tamann, links Wappen der Feer von Luzern; zwischen den Schilden stehend Johannes der Täufer; im Oberbild zwei Szenen der Enthauptung des Johannes.                                                | Fenster W5 |
| oben   |                                                                            | Bäuerischer Tanz mit Paaren und Musikanten. | Fenster W5 |

Fenster W6
| Teil   | Stifter (Jahr)                              | Beschreibung | Foto       |
| ------ | ------------------------------------------- | --- | ---------- |
| links  | Schultheiss Lux Ritter von Luzern (1558)    | Links Wappen des Lux Ritter mit goldenem Löwen als Helmkleinod; daneben breitbeinig stehend der Stifter, bekleidet mit Wams und zurückgeworfenem Helm; im Oberbild Darstellung der Belagerung von Calais (1558), an der Lux als französischer Oberst beteiligt war.         | Fenster W6 |
| Mitte  | Oberst Rudolf Pfyffer von Luzern (1616)     | Links Wappen geviert mit Herzschild (Vereinigung der Wappen der fünf Ehefrauen Pfyffers), darüber ein Geck, umgeben von Jerusalemkreuz und Katharinenrad; rechts Benedikt von Nursia mit Krummstab und Giftbecher; im Oberbild Darstellung der Vision des Franz von Assisi. | Fenster W6 |
| rechts | Oberst Ludwig Pfyffer von Altishofen (1569) | Rechts Wappen der Pfyffer, darüber Geck mit Spitzhut, Lilie und Kommandostab; links steht breitbeinig der Stifter, bekleidet mit Plattenharnisch und mit Stab in der Hand; im Oberbild Darstellung der Schlacht bei Moncontour.                                             | Fenster W6 |
| oben   |                                             | Sechs Medaillons mit Frauen- und Männerbüsten. | Fenster W6 |